# Juniperus tibetica
Juniperus tibetica es una especie de conífera perteneciente a la familia Cupressaceae. Se encuentra en el oeste de China en Gansu, Qinghai, Sichuan, y Tíbet, a una altitud de 2,600–4,800 metros.

## Descripción
Es un árbol de hoja perenne, arbusto o pequeño a mediano árbol que alcanza un tamaño de 5-15 m (raramente 30 m) de altura, con un tronco de hasta 2 m de diámetro. Las hojas son de dos formas, juvenil con hojas aciculares de 5 mm de largo en las plantas de semillero y en plantas adultas y de 1.5-3 mm de largo en las plantas más viejas, que están dispuestas en pares opuestos o verticilos de tres. Los conos son ovoides, de 9-16 mm de largo y 7-13 mm de diámetro, azul-negro, y contienen una sola semilla , madurando en unos 18 meses. Los conos masculinos miden 1.5-2 mm de largo, y esparcen su polen en primavera. Por lo general es monoico (conos macho y hembra en la misma planta), pero en ocasiones dioico (conos macho y hembra en plantas separadas).

## Distribución y hábitat
Es la única planta leñosa que se encuentra en grandes áreas de gran altitud del Tíbet, y crece muy lentamente en las duras condiciones climáticas de allí. La madera es por lo tanto de gran importancia para las comunidades locales para la construcción y combustible, y también se queman para incienso. El follaje es también muy solicitado por cabras autóctonas y otros animales. Ambos usos se han traducido en una disminución significativa en la abundancia de la especie, antes enumerada (1998) como no amenazada, que más recientemente ( 2005) ha vuelto a la categoría de Casi Amenazada.

## Taxonomía
Juniperus tibetica fue descrita por Vladímir Leóntievich Komarov y publicado en Botanicheskie Materialy Gerbariya Glavnogo Botanicheskogo Sada RSFSR 5: 27. 1924.
Etimología
Juniperus: nombre genérico que procede del latín iuniperus, que es el nombre del enebro.
tibetica: epíteto geográfico que alude a su localización en el Tíbet.
Sinonimia
- Juniperus distans Florin
- Juniperus potaninii Kom.
- Juniperus zaidamensis Kom.
- Juniperus zaidamensis f. sqarrosa Kom.
- Sabina potaninii (Kom.) Kom.
- Sabina tibetica (Kom.) W.C.Cheng & L.K.Fu
- Sabina tibetica (Kom.) Kom.[6][7]